# Інститут педіатрії, акушерства і гінекології імені академіка О. М. Лук'янової НАМН України
Інститут педіатрії, акушерства і гінекології НАМН України (ІПАГ) — головна науково-дослідна установа в Україні у галузі охорони здоров'я матері і дитини.

## Історія інституту
У жовтні 1927 року до окружного виконавчого комітету інспектурою охорони здоров'я та відділом «ОХМАТДИТ» була надіслана доповідна записка, у якій пропонувалося поєднати розрізнені установи охорони материнства та дитинства і створити інститут «ОХМАТДИТ». Розмістити інститут запропонували в лікарні для незаможних, де на той час уже функціонували пологовий будинок, жіноча консультація, дитячий тубдиспансер. На Колегії Наркомздраву України 11 листопада 1927 року була затверджена постанова про організацію в м. Києві Інституту охорони материнства та дитинства, офіційне відкриття якого відбулося в березні 1929 року. З того часу розвиток лікарні як головної дитячої лікувальної установи був тісно пов'язаний з діяльністю інституту. Першим директором інституту була Б. А. Бендерська — лікар за освітою.
Працюючи начальником інспектури «ОХМАТДИТ», вона розпочала організацію цієї установи і була її директором з 1929 по 1933 рік. Нагороджена орденом «Знак Пошани». У перші роки свого існування Інститут охорони материнства і дитинства «ОХМАТДИТ» діяв скоріше як науково-практичне об'єднання. До вченої ради інституту, засідання якої вперше відбулося 21 березня 1929 року, крім наукових співробітників — заступника директора по науковій частини професора Є. Г. Скловського, наукового керівника фізіологічного відділення професор Л. Й. Фількінштейна та професора Т. Г. Гецова, увійшли й керівники всіх установ, які організаційно були поєднані при створенні інституту: завідувачка гінекологічного відділення Є. Я. Ставська, зав. консультацією Б. Л. Струцовська, представник від будинку немовляти Р. А. Вільфанд, зав. молочною кухнею С. М. Коломійцева, зав. дитячими яслами Берлін; зав. патронажною службою Смуглова. На період організації до об'єднання «ОХМАТДИТ» входили: дитячий стаціонар на 50 ліжок, два приміщення для карантину, дитячий тубдиспансер, пологовий будинок, дитячий будинок, молочна кухня та дитячі ясла. З перших днів створення інституту були організовані два сектори: дитячий та акушерський. 
Дитячий сектор очолював професор Є. Л. Скловський. Він був завідувачем кафедри педіатрії. Саме ця кафедра була однією з тих, на базі яких у 1918 році створено Київський інститут удосконалення лікарів.
Другою педіатричною кафедрою в цей час була кафедра хвороб дітей старшого віку під керівництвом професора А. З. Лазарева. Після організації в 1929 році Інституту «ОХМАТДИТ» обидві кафедри були розміщені на його клінічній базі. У 1930 році після смерті професора Є. Л. Скловського кафедри були об'єднані в кафедру дитячих хвороб під керівництвом професора. А. З. Лазарева, яка згодом і стала кафедрою педіатрії № 1 КМАПО, що і зараз працює на базі лікарні. Акушерським сектором керував професор Г. Ф. Писемський, з 1919 року завідувач кафедри акушерства і гінекології Київського інституту удосконалення лікарів. Останній — автор ідеї відкриття пологових будинків у сільській місцевості, створення яких відіграло значну роль у системі акушерсько-гінекологічної служби в довоєнні та повоєнні роки. У 1930 році з його ініціативи в лікарні відкрили гінекологічне відділення. У 1933 році інститут охорони материнства та дитинства очолював П. М. Буйко, який героїчно загинув у роки Другої світової війни. Посмертно йому присвоєно звання «Герой Радянського Союзу».
У 1934 році об'єднали Інститут «ОХМАТДИТ» з інститутом охорони здоров'я підлітків. Директором призначили Ф. Д. Турову. У 1943 році Ф. Д. Турова очолила Московський інститут педіатрії, в якому працювала 35 років.
Об'єднання двох інститутів обумовлювало створення нових напрямів роботи, відкриття відділів та лабораторії. Тоді організовано відділ фізіології дитини та шкільної гігієни, біохімічну й фізіологічну лабораторії, антропометричний кабінет.
У жовтні 1940 року інститут перейменовано в науково-дослідний інститут охорони материнства та дитинства. Після визволення Києва від фашистських загарбників НДІ «ОХМАТДИТ» відновив свою роботу на базі лікарні. Директором була призначена О. М. Хохол, а з січня 1945 року інститут очолив О. Г. Пап, його заступником по науковій роботі став професор Л. З. Лазарев.
У 1951 році директором інституту охорони материнства та дитинства, який продовжує роботу на базі лікарні, призначили М. Д. Бурову, з 1954 року — академіка А. М. Ніколаєва. З березня 1959 року інститут знову очолив О. Г. Пап.
У 1961 році науково-дослідний інститут охорони материнства та дитинства перевели в новозбудований корпус на території лікарні «Медмістечко», проте назва «ОХМАТДИТ» так і залишилась у спадок лікарні. З 1972 року інститут розташований на території Шевченківського району Києва.
З початку інститут мав назву Українській науково-дослідний інститут охорони материнства і дитинства. З 1965 року існував як Київський науково-дослідний інститут педіатрії, акушерства та гінекології МОЗ УРСР. З організацією у 1993 році Академії медичних наук України увійшов до її складу як Інститут педіатрії, акушерства та гінекології. За роки свого існування інститут, зробивши вагомий внесок у розвиток та становлення медичної науки у нашій країні.
За успіхи в розвитку медичної науки, охорони здоров'я матері та дитини, підготовку наукових кадрів у 1979 році інститут нагороджено орденом Трудового Червоного Прапора. В інституті працювали такі видатні вчені, як Євген Скловський, Григорій Писемський, А. З. Лазарев, Олена Хохол, Давид Сігалов, Анатолій Ніколаєв, С. П. Виноградова, Олена Кошель-Плескунова та інші.
З перших днів свого існування інститутом здійснюється велика науково-дослідницька та лікувально-профілактична робота. На теперішній час, до складу інституту входять акушерсько-гінекологічні та педіатричні клініки на 500 ліжок. В інституті працює близько 1100 співробітників.
В акушерсько-гінекологічних клініках надається медична допомога вагітним з екстрагенітальною патологією (захворюваннями серця, печінки, нирок, легень, крові та іншими), вагітним з акушерською патологією, жінкам з первинною і вторинною неплідністю, а також проводиться допологове виявлення хвороб і вад розвитку плоду.
В багатопрофільні дитячі клініки госпіталізуються хворі діти молодшого та старшого віку з патологією органів травлення, бронхо-легеневої, серцево-судинної та нервової систем, з алергічними захворюваннями, з хворобами сполучної тканини, а також діти з різною соматичною патологією з екологічно небезпечних за радіаційним та техногенним забрудненням регіонів.
Надається торако-абдомінальна хірургічна допомога при аномаліях і вроджених захворюваннях серця, магістральних судин, трахеї, легень, грудної клітки, стравоходу, діафрагми, кишечника, печінки, жовчовивідних шляхів, аноректальної зони та інші.
Крім стаціонарної допомоги, жінкам та дітям в інституті надається багатопрофільна амбулаторна допомога в дитячій консультативній поліклініці, жіночій консультації, а також у відділенні пренатальної діагностики та медико-генетичного обстеження, центрі планування сім'ї, центрі здоров'я жінок фертильного віку, центрі підтримки лактації та грудного вигодовування.
Щорічно в інституті одержують стаціонарну (близько 9 тисяч) та консультативну (близько 20 тисяч) допомогу жінки та діти з різних регіонів нашої держави.
Велика лікувально-профілактична діяльність інституту органічно поєднується з проведенням фундаментальних та прикладних досліджень з актуальних проблем збереження здоров'я дітей та жінок.
Науковий потенціал інституту — 267 наукових співробітників, серед яких 50 докторів наук (із них 1 академік НАН, НАМН України, 1 академік НАМН України, 31 професор, 103 кандидатів наук. В клініках інституту працює більше 172 лікарів, із них 36 кандидата наук. До складу інституту входять 24 науково-дослідних підрозділи, 6 наукових лабораторій.
Інститут має широкі міжнародні зв'язки та сумісні наукові дослідження з вченими Японії, Великої Британії, США, Франції, Німеччини, Швейцарії. Науковці інституту беруть участь у виконанні міжнародної програми ВООЗ ELSPAC «Діти 90-х».
Наукове комплексування інституту також проводиться з різними установами Національної Академії наук та Національної Академії медичних наук України.
На базі інституту працює спеціалізована Рада по захисну докторських і кандидатських дисертацій по педіатрії, акушерству і гінекології, в котрій щорічно захищається близько 25 дисертацій.
Інститут є головною установою з експертно-проблемної комісії НАМН і МОЗ України «Педіатрія», яка координує планування наукової роботи та підготовки наукових і науково-педагогічних кадрів в профільних інститутах та науково-дослідних робіт на кафедрах медичних вищих навчальних закладів України.
В інституті діє аспірантура та клінічна ординатура з педіатрії, акушерства і гінекології.
На базі інституту діють курси інформації та стажування для лікарів-педіатрів, акушерів та гінекологів.
З 1979 року інститут очолювала відомий вчений-педіатр, академік Національної Академії наук України, Національної Академії медичних наук України, Російської Академії медичних наук, Академії медичних наук СРСР, та Американської Академії педіатрів, доктор медичних наук, професор Лук'янова Олена Михайлівна. З 2005 року інститут очолює академік Національної Академії медичних наук України, доктор медичних наук, професор, Заслужений діяч науки і техніки України, Лауреат державної премії України в галузі науки і техніки, член Американської академії педіатрів, завідувач відділення захворювань органів дихання у дітей того ж інституту Антипкін Юрій Геннадійович.
Адреса: 04050, м. Київ, вул. Платона Майбороди (Мануїльського), 8.

### Керівники інституту[2]
- Бендерська Б. Я. (1929—1933)
- Буйко Петро Михайлович (1933—1934)
- Турова Ф. Х. (1934—1943)
- Хохол Олена Миколаївна (1943—1945)
- Пап Олександр Германович (1945—1951)
- Бурова М. Д. (1951—1954)
- Ніколаєв Анатолій Петрович (1954—1959)
- Пап Олександр Германович (1959—1979)
- Лук'янова Олена Михайлівна (1979—2005)
- Антипкін Юрій Геннадійович (з 2005)

### Науковці
- Голота Владислав Якович (нар. 1934) — акушер-гінеколог, доктор медичних наук, старший науковий співробітник (1964—1971).
- Гутман Лєна Борисівна (1925—2010) — лікарка-терапевт у галузі акушерства, доктор медичних наук, у різні періоди — керівниця декількох відділень Інституту.
- Дашкевич Валентина Євдокимівна (1929—2012) — акушер-гінеколог, доктор медичних наук, керівниця акушерського відділення екстрагенітальної патології вагітних (1979—2008).
- Євдокимов Олександр Іларіонович (1892—1968) — головний акушер-гінеколог Києва (1950—1965), організатор та науковий керівник відділення передчасних пологів Київського науково-дослідного інституту педіатрії, акушерства і гінекології — з 1956 року.
- Лук'янова Ірина Сергіївна (1967—2023) — лікарка-кардіолог, перинатолог, керівниця наукового відділення променевої діагностики та пренатальної кардіології.
- Мороз Олексій Дмитрович (1944—2006) — лікар-гастроентеролог, доктор медичних наук, старший науковий співробітник (з 1990), вчений секретар інституту (з 1984).

## Структура Інституту

### Адміністрація інституту
- Дирекція інституту
- Головний лікар
- Вчений секретар
- Головний бухгалтер

### Апарат управління
- Планово-економічний відділ
- Відділ кадрів
- Бухгалтерія
- Канцелярія
- Інженерна частина

### Науково-дослідні підрозділи
- Підрозділи профілактики та терапії дитячих захворювань
- Відділення проблем харчування та соматичних захворювань дітей раннього віку
- Відділення хірургічної корекції вад розвитку дітей.
- Відділення хвороб печінки та органів травлення з науковою групою дослідження фіброгенезу печінки та методу його корекції.
- Відділення захворювань органів дихання у дітей з групою з питань екологічних проблем порушень здоров'я дітей .та групою проблем алергії та імуно-реабілітації дітей
- Відділення хвороб сполучної тканини у дітей з групою психосоматики і психотерапії дітей та вагітних жінок.
- Відділення медичних проблем здорової дитини та преморбідних станів.
- Відділення психоневрології по вивченню захворювань та реабілітації нервової системи новонароджених та дітей раннього віку.
- Відділення проблем алергії та імунореабілітації дітей.
- Група психосоматики і психотерапії дітей та вагітних жінок.

### Акушерсько-гінекологічні відділення
- Відділення проблем здоров'я жінок фертильного віку.
- Відділення акушерських проблем їекстрагенітальної патології.
- Відділення акушерської ендокринології та патології плода ї з науковою групою з питань гіпертонічної хвороби вагітних.
- Відділення внутрішньої патології вагітних.
- Відділення профілактики і лікування гнійно-запальних захворювань в акушерстві.
- Відділення неонатології.
- Відділення медицини плода.
- Відділення патології вагітності та пологів.
- Відділення наукових проблем невиношування вагітності.
- Відділення реабілітації репродуктивної функції жінок.
- Відділення ендокринної гінекології. з науковою групою вивчення сучасних технологій репродуктивної медицини
- Відділення планування сім'ї з групою впровадження нових технологій в амбулаторно-гінекологічну практику.
- Відділення впровадження та вивчення ефективності сучасних медичних технологій в акушерстві та перинатології.

### Підрозділи лабораторно-експериментальних досліджень
- Лабораторія патологічної фізіології та клінічної фармакології.
- Лабораторія патоморфології.
- Лабораторія імунології з групою вірусології.
- Лабораторія мікробіології.
- Лабораторія ендокринології з групою біохімії.
- Лабораторія обміну речовин у дітей.

### Діагностичне відділення
- Відділення промевої діагностики та пренатальної кардіології.

### Науково-організаційні відділення
- Відділення медичних та психосоціальних проблем здоров'я сім'ї.
- Відділення наукових проблем організації медичної допомоги дітям і матерям.
- Відділення міжнародних зв'язків.

### Науково-інформаційні підрозділи
- Відділення медико-інформаційних технологій в педіатрії, акушерстві і гінекології з групою з питань інтелектуальної власності та трансферу технологій.
- Наукова бібліотека.
- Відділення метрології

Клінічну базу інституту складають дитячі клініки на 200 ліжок і акушерсько-гінекологічні клініки на 300 ліжок. Крім того функціонують дитяча поліклініка, жіноча консультація, медико-генетична консультація, кабінет "Проблем здоров"я жінки", центр планування сім'ї", центр здоров"я сім"і.